# Carte Vitale sur smartphone
La Carte Vitale sur smartphone, e-carte vitale ou Carte Vitale dématérialisée, dénommé officiellement apCV est une application mobile de dématérialisation de la carte Vitale de l'assurance maladie en France déployée en France depuis 2019 dans quelques départements Français, en vue d'une généralisation en 2023.
L'application est disponible dès janvier 2023 dans le département dit "pilote" du Puy-de-Dôme

## Le projet
Le projet de dématérialisation de la carte Vitale figure dans la convention d'objectifs et de gestion de la Caisse nationale d'assurance maladie pour la période 2018-2022. En 2019, le ministère de la Santé indique que cette "appli carte Vitale" est destinée à devenir un outil d'identification et d'authentification dans le système de santé. La mesure fait partie  de l'une des 26 actions du plan décliné par Agnès Buzyn pour « accélérer le virage numérique » dont le déploiement de Mon espace santé ou de la télémédecine font partie intégrante. La dématérialisation des ordonnances de prescriptions de médicaments est l'objectif ; elle est dite "e-prescription",,.

## L'expérimentation
L'application est testée en 2019 dans les départements du Rhône et des Alpes-Maritimes et doit prendre fin en mai 2020. Cependant, le délai est prolongé d'un an, l’étendant aux caisses Ain-Rhône et Provence-Azur de la Mutualité sociale agricole (MSA),.
En 2021, dans l’optique de la future généralisation de l’application, le GIE Sesam-Vitale valide le service de vérification d’identité à distance proposé de la société Tessi, pour la numérisation des parcours clients par l’intelligence artificielle de reconnaissance faciale avec un haut niveau de sécurité ; l'application doit donc être qualifiée eIDAS. À partir du 2e trimestre de 2022, il est prévu d’étendre le déploiement pour dix de départements supplémentaires avant une généralisation à la France entière fin 2022,,.
À compter du 1er octobre 2021, dix départements (Saône-et-Loire, Seine-Maritime, Bas-Rhin, Nord, Gironde, Hérault, Loire-Atlantique, Sarthe, Puy-de-Dôme et Paris) sont concernés par une l’extension du dispositif d'expérimentation l'utilisation de la Carte Vitale dématérialisée ne sera valable que chez les professionnels de santé (pharmaciens, médecins…) participant eux-mêmes à l’expérimentation,,.
L'application sera disponible dès janvier 2023 dans le département dit "pilote" du Puy-de-Dôme